# Chen Fei
Chen Fei –en xinès, 陈飞– (Tianjin, 30 d'octubre de 1990) és una esportista xinesa que competeix en judo, guanyadora de dues medalles de bronze als Jocs Asiàtics en els anys 2010 i 2014, i una medalla de bronze al Campionat Asiàtic de Judo de 2011.

## Palmarès internacional
| Jocs Asiàtics     | Jocs Asiàtics                   | Jocs Asiàtics | Jocs Asiàtics |
| Any               | Lloc                            | Medalla       | Categoria     |
| ----------------- | ------------------------------- | ------------- | ------------- |
| 2010              | Canton ( R.P. de la Xina)       | 3             | –70 kg        |
| 2014              | Incheon ( Corea del Sud)        | 3             | –70 kg        |
| Campionat Asiàtic |                                 |               |               |
| Any               | Lloc                            | Medalla       | Categoria     |
| 2011              | Abu Dabi ( Emirats Àrabs Units) | 3             | –70 kg        |